# XNJB
XNJB è un programma per macOS basato sull'interfaccia grafica Cocoa, serve a permettere lo scambio di dati da un dispositivo che usa il protocollo MTP.
È pubblicato sotto licenza GPL. XNJB è presente in bulgaro, olandese, inglese, finlandese, francese, italiano, tedesco, portoghese, spagnolo e svedese.